# 奧圖 (漫畫)
奧圖（英語：Uatu），通常簡稱為觀察者，是出自漫威漫畫的虛構角色。首次登場於《神奇四俠》第13期 (1963年4月)，由史丹·李及杰克·科比所創作。奧圖是外星物種觀察者的一員。在遙遠的過去，觀察者已駐紮在太空中，監察其他物種的活動。奧圖是被指派觀察地球及其太陽系的觀察者。

## 出版歷史
奧圖首次以未命名的形式登場於《神奇四俠》第13期 (1963年4月)，並定期出現在該系列中。其後，奧圖出現於「觀察者的故事」，它是一部出現在《懸疑故事》第49-58期（1964年1月-1965年10月）、《銀色衝浪手》第1-7期（1968年8月-1969年8月）和《漫威超級英雄》第23期（1969年11月）的額外特寫。奧圖的起源於《懸疑故事》第52-53期（1964年4-5月）中被揭示，其名字於《驚奇隊長》第39期（1975年7月）中被正式提及。
奧圖自首次登場以來，在漫威宇宙中多次客串亮相，包括《復仇者聯盟》 、《非凡X戰警》、《浩克》、《銀色衝浪手》、《類星體》、和《漫威一號》。奧圖於漫威《假如》系列中擔任旁白。
在2014年《源生之罪》的故事線中，奧圖被謀殺，引發了對兇手的追捕。該故事情節的核心枝線由傑森·亞倫編寫及麥克·奧多托繪圖。

## 虛構人物傳記
觀察者是宇宙中最古老和最先進的生物之一。在億萬年前，他們已經試圖傳播他們的知識以造福宇宙中的弱勢種族。他們於是在普羅西利克斯（Prosilicus）星球上初嘗他們的想法，包括分享核技術。當觀察者們返回普羅西利克斯時，他們發現當地人在核戰爭中摧毀了自己的星球。觀察者卻將一切歸咎於自己，並誓言不再乾涉其他種族的事務 。相反，他們選擇被動地觀察，默默記錄宇宙中的大小事件，以供宇宙結束後到來的物種了解。
奧圖是被指派從他所在的月球藍區家園中監視着地球的觀察者。他是一名利他主義者，為了幫助人類，多次違背他的誓言。某次，驚奇4超人發現了奧圖的家園，奧圖便告訴他們他將離開月球，從更遠的地方觀察人類。其後，他繼續屢次違反誓言以幫助神奇四俠 。而他最顯著的違規行為是在《驚奇4超人》第48期中，他試圖阻止銀色衝浪手把行星吞噬者帶到地球上，卻失敗告終。由於奧圖持續無視觀察者的使命，他一度受到觀察者們的審判。他被判有罪，最終因自己勇於認罪而獲釋。
當希阿族起訴神奇先生拯救行星吞噬者的生命時，奧圖擔任他的律師，並得到奧丁及永恆的幫助，甚至由行星吞噬者本人解釋自己是宇宙平衡的一部分。奧圖之後被卸除擔任地球觀察者的職責，但他仍會回來觀賞他非常喜歡的地球。在《GLX聖誕特刊》中，松鼠女孩與她的搭檔猴子喬擊敗薩諾斯後，奧圖出現在美國威斯康辛州，並確認她擊敗的薩諾斯是真實的，而不是克隆人或複製人。當夢之天神族甦醒時，奧圖剛好在場，但他轉過身去，不願觀看。在夢之天神族掃描了他之後，他發現奧圖已經違反了他不干涉的條約近400次。
奧圖後來抵達死亡谷觀看浩克和紅浩克之間的戰鬥，卻被紅浩克伏擊並擊倒。在感覺到「達加拉的紅洞」（Red Hole of Dargala）即將製造新的Omegex後，奧圖意識到它的下一個目標是紅浩克，並希望紅浩克能夠擊敗它。自此之後，即使是龐大的宇宙事件，奧圖一直限制自己出現在漫威宇宙中，並只會觀察着，如不會在《超人類註冊法案》投票前探望眾英雄、不會介入「秘密入侵」故事線中的最終戰役及不會干涉紅兜帽取得無限寶石等，以上的事件可反映奧圖不能再做任何事，否則他可能會被完全帶離地球。
奧圖後來在一個小行星上幫助雷神索爾關閉黑洞時拜訪了紅浩克。他確實告訴了紅浩克他即將到來的厄運，但由於觀察者不干涉的誓言而無法具體描述。奧圖然後看着紅浩克未能跳過其他小行星，直到他被索爾救出。其後，奧圖暫時放棄了他的職位，並前往「達加拉的紅洞」，他的缺席引起了其他觀察者的注意，他們派遣觀察者烏拉沃（Uravo）來尋找他。在無法找到他之後，烏拉沃告訴伊魯庫（Yruku）和其他觀察者，他認為自從紅浩克襲擊並吸收了奧圖的一些力量後，奧圖就變得精神錯亂了。當烏拉沃最終在「達加拉的紅洞」追上奧圖時，奧圖告訴烏拉沃他們不應該走到一起。他們目睹了Omegex從「達加拉的紅洞」中出現，並朝著地球瞄準着紅浩克。奧圖和烏拉沃後來在Omegex越來越接近地球時，追蹤了它的蹤跡。
在「恐懼本身」的故事線中，當索爾協助復仇者聯盟時，奧圖出現在奧丁身旁。奧丁意識到奧圖在那裡目睹着大蛇神的女兒斯卡迪的崛起，奧丁稱奧圖為「巨大的啞巴嬰兒，愚蠢到沒有一點用處」。奧圖後來離開了，而奧丁卻一直吹噓着自己。奧圖後來觀看了紅浩克與Omegex的戰鬥，紅浩克注意到奧圖，並對他大喊他終於被關閉了。當紅浩克變身回人形的雷霆·羅斯時，奧圖看着Omegex由於無法找到紅浩克，而不復存在 。鋼鐵人後來從太空返回地球時遇到了奧圖，奧圖向他展示了月球上生命法庭的屍體。其後，奧圖漸漸有了生育的念頭，並開始與觀察者烏拉娜（Ulana）交往。過了一段時間後，烏拉娜懷孕了。

### 源生之罪與死亡
在2014年出版的《源生之罪》的故事線揭示了奧圖的父親是最初將核技術提供給普羅西利克斯人的觀察者，並且奧圖觀察平行宇宙的動機正正是希望可以找到一個世界，以證明他父親的仁愛行為是正確的。在故事的開端，奧圖被謀殺，他的眼睛被挖出，引發了復仇者聯盟及其盟友尋找兇手的行動。調查發現奧圖是被巨大的伽馬射線子彈致死的，而復仇者聯盟在外太空、地表下和其他維度中也發現了許多不同的巨型怪物。尼克·福瑞最終透露，他花了數十年時間執行一項秘密的單人任務，單槍匹馬地對抗並殺死威脅地球的外星、地下和超維度生物，並且隨著無限配方（Infinity Formula）從他的身體中耗盡，他正經歷快速衰老，並希望一位曾與他對峙的超人類調查員能在他即將去世前接替他的位置。其後的閃回顯示在奧圖死前的數週，當尼克·福瑞的無限配方開始失敗時，奧圖親眼觀察着他，隨後的閃回揭示了Orb、邁達斯博士和滅母（Exterminatrix）襲擊了奧圖，儘管奧圖從Orb的攻擊倖存下來，他們奪走了他的一隻眼睛。尼克·福瑞不久就到了，並與奧圖交談，但奧圖拒絕透露襲擊他的人的身份及他丟失眼睛的位置，因為這有機會會違反他的誓言。當奧圖開始聚集他的力量進行明顯的襲擊時，尼克殺死了他，並奪去他另一隻眼睛，因為他意識到奧圖會把他所看到的一切「記錄」在眼裡。隨後，經過一場與Orb的戰鬥，並炸毀了奧圖的居所後，尼克使用了奧圖一隻眼睛的力量殺死了邁達斯博士，其後繼承了奧圖的權力和地位，並被稱為「看不見的人」（The Unseen），他被鎖鏈束縛着，觀察着地球上發生的事件，而Orb與奧圖的另一隻眼睛合併，這隻眼睛出現在他的胸前。從遠處的一方，淚眼汪汪的烏拉娜正向奧圖告別，即使他的屍體還沒有被發現。

### 復生
在《異帝國》的故事線之後，「看不見的人」使用他的能力取得科塔提的武器，有助他了解像科塔提這樣和平的種族是如何促進他們的。一旦他開始分析他們，他發現這些武器是由第一種族（First Race）創造的，並且隨著單眼奧圖的復活而被賦予能量。「看不見的人」問奧圖如何從死裏復活時，他只說：「將會有……一個清算。」
在重建奧圖的家園時，奧圖了解到尼克·福瑞是如何通過利用世界百科全書（Cyclopedia Universum）變成「看不見的人」的。據透露，奧圖的三個兄弟姐妹通過審判尼克及將奧圖殘餘的東西與尼克融合在一起，從而打破了他們不干涉的誓言。在查看了「看不見的人」所做的一些好事以及使奧圖復活的科塔提武器後，奧圖表示該科技與技術並不屬於科塔提。雖然奧圖不能減少尼克的刑期，但奧圖通過解除他身上的鎖鏈來解除他的懲罰，因為他需要一個特工來完成任務，並讓尼克成為他的先驅。 第一場戰爭即將來臨，奧圖表示，當尼克接受他的援助時，一切已處於危險之中。

## 能力與裝備
作為觀察者的一員，奧圖擁有巨大的心靈能力，並因其後的訓練得到進一步的發展。這些能力包括飛行、心靈感應、能量操縱能力、能量否定力場投射、幻覺施展、隨意改變他外表的能力，以及高度先進的宇宙感官，讓他能夠意識到地球上無數事件。他超人及複雜的智力有助他能同時監測整個地球太陽系的活動。奧圖可以將他的身體轉化為一種未知的能量形式，同時仍然保留他穿越超空間的感知能力，然後返回到他的原本形態。受到「三角洲射線」（delta-rays）治療的幫助，奧圖實際上擁有永生能力，但他仍可能會因失去生存意志而死亡。奧圖能夠穿越時空傳送自己和他人 ，並且在一件事件中，他聲稱他可以傳送人到靈薄獄。
觀察者可以選擇用宇宙靈能來增強他們的力量。然而，他們傾向於盡量減少體力活動。在1985年版本的《漫威宇宙官方手冊》中，奧圖的能力與行星吞噬者、陌客、奧丁和宙斯的能力進行了比較。
奧圖年輕時在他的家鄉接受了廣泛的教育。數百萬年來，他一直致力研究地球的太陽系及其眾生。他月球藍區的家園擁有大量來自整個宇宙的各種外星種族所創造的武器、文物和技術。
奧圖還研究了多重現實的地球。在時間守護者的允許下，他擁有一個傳送門，有助他觀察多重現實。他對「主要」地球和眾多多元地球上的眾生歷史都有非凡的了解。

## 其他版本
- 在1999年的迷你系列《地球 X（英语：Earth X）》的另一宇宙中，奧圖被描繪成一個冷酷及虛無主義的操縱者，對他所觀察的地球人毫無同情心。這是部分因為他被一位地球的凡人和黑蝠王弄瞎了眼睛，亦因他所觀察的星球只不過是一個未出生的天神族的原始繭，而居住在其中的人類只是「抗體」（一種天然的防線以對抗不斷的威脅）。此外，奧圖（旨在從月球基地上觀察地球上的各種事件）是埃及月亮之神孔蘇（英语：Khonshu (Marvel Comics)）的最初靈感來源。

- 在2003年的迷你系列《漫威1602（英语：Marvel 1602）》揭示了雖然《神奇四俠》第13期是他第一次違背誓言，但漫威超級英雄異常早了300多年出現。據奧圖推測，這是由於宇宙正試圖為免自己處於暫時的異常而創造的手段。這迫使他與臨近死亡的1602版奇異博士進行交流，嚴重違背了他的誓言。奧圖與史傳奇的協議阻止了史傳奇在他活着的時候將世界面臨的危機告知給其他人，同時容許他在他的身體死亡後能與其他人交流相關知識。因此，他必須維持一個包含1602世界的口袋宇宙（英语：pocket universe）。觀察者主宰（The Overmind of the Watchers）表示，儘管他們為奧圖而感到羞恥，他們為他拯救了多元宇宙而感到自豪[42]。

- 在2008年的迷你系列《漫威人猿（英语：Marvel Apes）》每一期的主要故事結尾，猩猩版的觀察者都會出現講述過去的故事，故事圍繞着「漫威人猿時代」。在第2期中，他喝了「終極抹除者（英语：Ultimate Nullifier）」後就醉了，並稱這就像馬提尼酒一般，只混合了「科比風格圓點（英语：Kirby Krackle）」。在他醉酒的狀態下，他抱怨無時無刻觀察着一切是多麼的無聊。他還透露他對猿人版的黃蜂女十分着迷。他在醉酒的期間誇誇其談，甚至問讀者是否「願意與他親熱」，然後在意識到他所說的話後，便道歉並試圖解釋一切。他經常會講故事以娛樂自己，如巨型牛仔鼠人與同性戀牛仔猿的故事，或奧丁如何判處「紅毛猩猩索爾」（Thorangutang），並在樂觀及富裕的曼哈頓成為一名醫生來學習謙遜的故事。

- 在2009年的迷你系列《漫威活死人回歸（英语：Marvel Zombies Return）》中，其中一個版本的奧圖目睹了喪屍蜘蛛人來到他的宇宙。在被病毒的性質嚇壞後，他決定前往其他宇宙警告其他人病毒的出現，然而，喪屍巨人現身，咬掉了奧圖的人頭，並計劃使用奧圖的通訊器穿越多元宇宙，滿足他的飢渴[43]。在系列的結尾，奧圖歸來了，並說明他已成為一種純粹的能量，因此不會被喪屍病毒感染。由於巨人在蜘蛛人找到摧毀大多數喪屍的方法前無法掌握奧圖的技術，奧圖於是將最後一名喪屍哨兵困在一個時間循環悖論中，把他及時送回地球-2149，從頭開始整個漫威喪屍傳奇，並將喪屍感染控制在這兩個現實中，讓它「吞噬自己」。奧圖最後也感謝了沙人的幫助，因為佛林特·馬可通過驅散蜘蛛人設計的納米療法摧毀了所有其他移動的喪屍[44]。

- 在另一個的MC-2（英语：Marvel Comics 2）宇宙中，奧圖數次出現在其最後兩部迷你系列《最後的英雄》和《最後的星球（英语：Last Planet Standing）》中。在前者中，他簡短地介紹了這個漫威宇宙的歷史；在後者中，他因擋住了行星吞噬者及其使者的去路而死去。

- 在2004年的迷你系列《無能為力（英语：Powerless (comics)）》中，所看到的現實是被顛倒過來的，並從精神病學家威廉·華茲的角度講述，他最終被揭露為奧圖的無能為力版本。華茲遇到了無能力版本的蜘蛛人、金剛狼和夜魔俠，他們面臨的問題與來自地球-616的超能力版本相似。就像與地球-616版本，奧圖發現他不能保持毫不關心的態度，並眼睜睜地看着他病人的生命被毀，於是他試圖幫助他們[45]，但是同樣地，他從不直接行動，而是鼓舞人心及指導英雄。他甚至在他奧圖身份曝光前的最後一刻，仍使用望遠鏡觀察這城市。

- 終極漫威（英语：Ultimate Marvel）版的奧圖不是一個人，而是一台高度先進的外星電腦，可以觀察一切。終極觀察者是類似於帶有發光紅眼睛的石圖騰。 它能夠同時出現在許多地方，並已觀察地球一段時間了，甚至在美國隊長獲得能力時已在場[46]。然而，在終極宇宙中似乎有不止一個觀察者，因為在《終極X戰警（英语：Ultimate X-Men）》第96期中，琴·葛雷試圖尋找天堂以復活她的父親，卻最終被駐紮在蜂巢中成千上萬的觀察者面前的銀色衝浪手阻止[47]。

- 在漫畫故事《猩紅踪跡：偉大的遊戲（英语：Scarlett Traces）》中，他與來自《月球上最早的人類》的塞勒尼特一起出現在火星上的一個洞穴中，作為月球的原居民之一。

## 其他媒體

### 電影
- 漫威電影宇宙
  - 《雷神奇俠4：愛與雷霆》（2022年）：與其餘4位宇宙實體：生命法庭、死亡、永世（英语：Eon）及無限一同以雕像形式出現於永恆神廟中。

### 電視

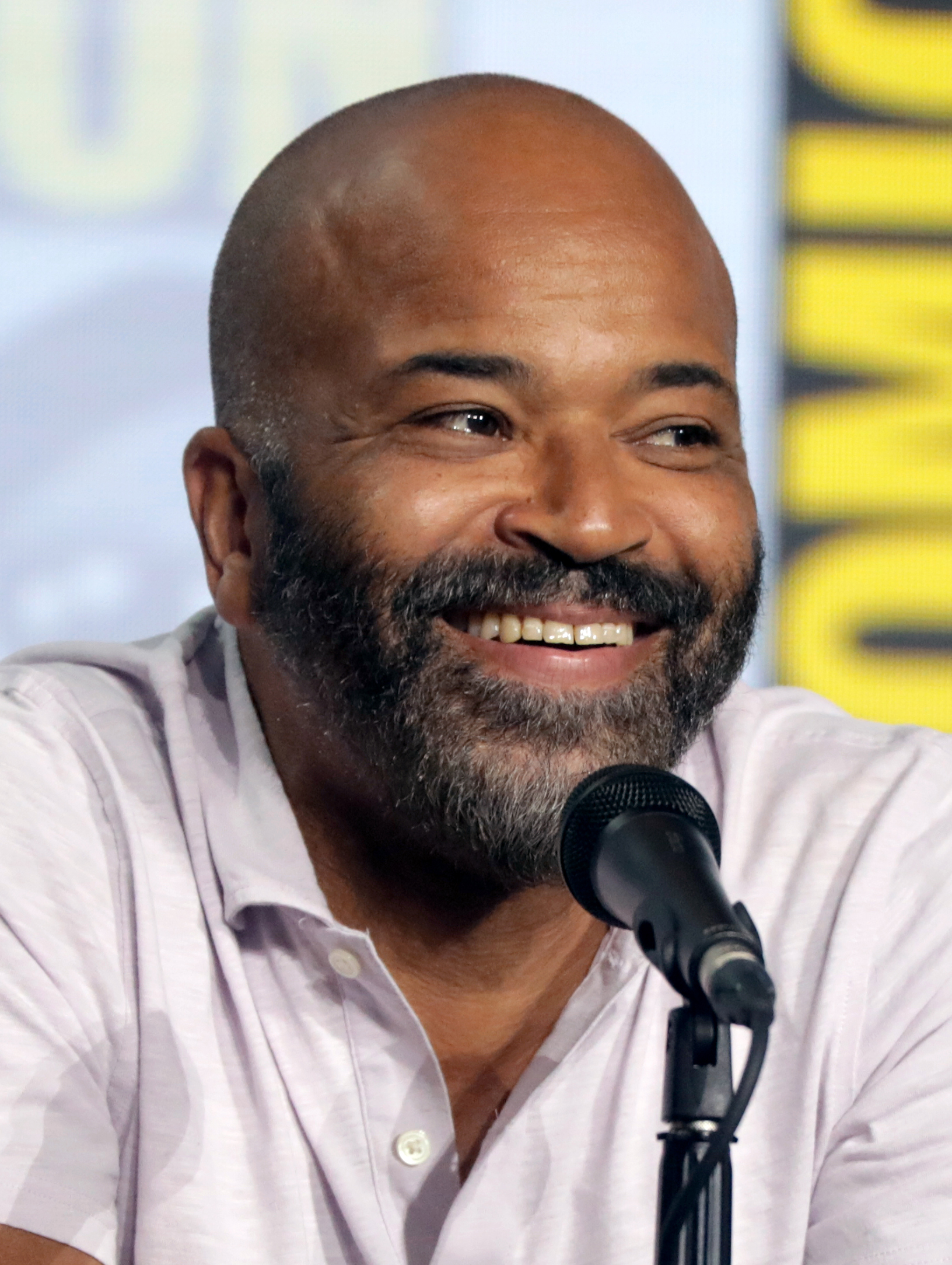
在影集《無限可能：假如…？》第一季中，觀察者由傑佛瑞·懷特配音

- 《神奇四俠（英语：Fantastic Four (1967 TV series)）》（1967年）：由保羅·費斯（英语：Paul Frees）配音[來源請求]。
- 《漫威超級英雄（英语：The Marvel Super Heroes）》（1966年）：奧圖出現於「不可思議的浩克」的部分中[來源請求]。
- 《X戰警》（1992-1997年）：奧圖於「黑鳳凰傳奇（三）：黑鳳凰」中客串[來源請求]。
- 《神奇四俠（英语：Fantastic Four (1994 TV series)）》（1994-1996年）：由阿蘭·奧本海默（英语：Alan Oppenheimer）配音[來源請求]。
- 《銀色衝浪手（英语：Silver Surfer (TV series)）》（1998年）：奧圖第一次登場時由丹尼斯·秋山（英语：Denis Akiyama）配音[來源請求]，而第二次則由科林·福克斯（英语：Colin Fox）配音[來源請求]。
- 《Q版大英雄》（2009-2011年）：奧圖出現於「魔多客的威力！」及「軟硬適中的地球！」這兩集中，由戴夫·保特（英语：Dave Boat）配音[48][49]。
- 《機器雞》（2005年至今）：奧圖出現於「發掘英雄」中，由湯姆·魯特（英语：Tom Root）配音[來源請求]。
- 《復仇者聯盟之正義出擊（英语：Avengers Assemble (TV series)）》（2013-2019年）：由克蘭西·布朗配音[48]。在「浩克的一天」一集中客串後，奧圖在「薩諾斯進擊」一集中首次正式亮相，在此期間，薩諾斯與奧圖對峙，並將他扔向復仇者大廈（英语：Stark Tower）。其後，奧圖允許復仇者聯盟使用他的藏身處作為與薩諾斯戰鬥的據點。在「復仇者世界」一集中，奧圖觀察了復仇者聯盟與薩諾斯及闇黑號令的戰鬥。
- 《無敵浩克幫（英语：Hulk and the Agents of S.M.A.S.H.）》（2013-2015年）：奧圖出現在「機器問題」一集中，同樣由克蘭西·布朗配音[48]。
- 漫威電影宇宙：由傑佛瑞·懷特聲演奧圖。
  - 《無限可能：假如…？》（2021-2024年）[50]：作為影集旁白，負責監視多元宇宙，並講述如果系列電影中的關鍵時刻出現不同於影片中的情形時會發生什麼。

### 電子遊戲
- 《蜘蛛人（英语：Spider-Man (2000 video game)）》：由PlayStation發佈，奧圖出現在「假如…?（英语：What If (comics)）」模式中。
- 《漫威英雄：終極聯盟（英语：Marvel: Ultimate Alliance）》：由菲爾·拉馬爾配音[48]。在末日博士獲得奧丁的能力後，奧圖打破了不干涉的誓言，並通過指導英雄們創建一種阻止末日博士的設備來協助他們對抗末日博士。事後，奧圖被觀察者停職。
- 《漫威英雄 Online》：由維克·米洛拿（英语：Vic Mignogna）配音[48]。奧圖試圖說服末日博士不要使用宇宙魔方（英语：Cosmic Cube）的力量。
- 《Q版大英雄 Online（英语：Marvel Super Hero Squad Online）》
- 《復仇者聯盟：地球保衛戰（英语：Marvel Avengers: Battle for Earth）》：奧圖擔任旁白敍述，由史蒂夫·布倫（英语：Steve Blum）配音。

### 書籍
奧圖出現在X戰警/星艦奇航記跨界小說《X 星球》的結尾，由邁克爾·詹·弗萊德曼撰寫。在其中，他與Q連續體談到了他在X戰警最近前往聯邦星艦企業號 (NCC-1701-E)協助船員解決危機所扮演的角色。

### 網絡漫畫
奧圖在網絡漫畫《PvP》中被戲仿，他來到地球觀看漫威漫畫公司針對《英雄城市》的創造者提起的訴訟審判。在法官宣布審判失敗後，奧圖展示了案件的最終結果：行星吞噬者會吞噬地球。

### 玩具和收藏品
在2004年，博文設計發佈了由庫恰雷克兄弟（Kucharek Brothers）雕刻和設計的奧圖半身像雕塑。這是首次以來觀察者被製成雕刻的立體物。

## 外部連結
- Marvel.com上觀察者奧圖 （页面存档备份，存于）的資料（英文）
- Marvel Appendix上觀察者奧圖 （页面存档备份，存于）的資料（英文）
- 1 of 2 comic strips featuring Uatu on pvponline.com （页面存档备份，存于）（英文）
- 2 of 2 comic strips featuring Uatu on pvponline.com （页面存档备份，存于）（英文）